# Comitato Olimpico di Trinidad e Tobago
Il Comitato Olimpico di Trinidad e Tobago (noto anche come Trinidad and Tobago Olympic Committee in inglese) è un'organizzazione sportiva trinidiana, nata nel 1946 a Port of Spain, Trinidad e Tobago.
Rappresenta questa nazione presso il Comitato Olimpico Internazionale (CIO) dal 1948 ed ha lo scopo di curare l'organizzazione ed il potenziamento dello sport in Trinidad e Tobago e, in particolare, la preparazione degli atleti trinidiani, per consentire loro la partecipazione ai Giochi olimpici. L'associazione è, inoltre, membro dell'Organizzazione Sportiva Panamericana.
L'attuale presidente dell'organizzazione è Brian Lewis, mentre la carica di segretario generale è occupata da Annette Knott.